# سندرم فیتز-هیو-کورتیس

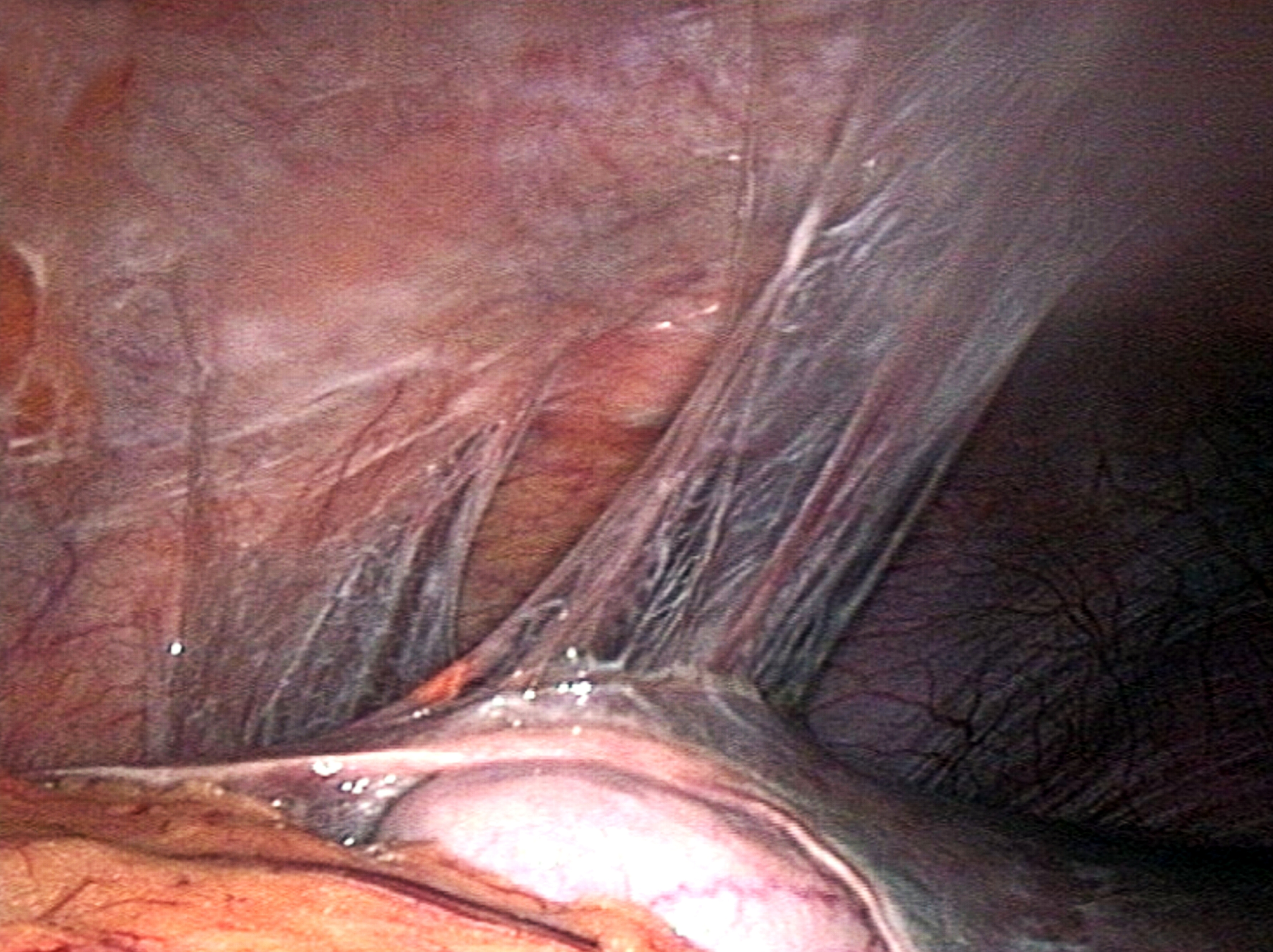
چسبندگی‌های دور کبد

سندرم فیتز-هیو-کورتیس (انگلیسی: Fitz-Hugh–Curtis syndrome) یا پری‌هپاتیت (التهاب دور کبد) یکی از عوارض نادر بیماری التهابی لگن (PID) در زنان است که سبب التهاب کپسول کبد می‌شود که به نوبهٔ خود منجر به ایجاد چسبندگی در اطراف کبد می‌گردد. نام این بیماری برگرفته از نامِ خانوادگیِ دو پزشک، «توماس فیتز هیو، جونیور» (متخصص کبد آمریکایی و استاد دانشگاه پنسیلوانیا)، و آرتور هیل کرتیس (متخصص بیماریهای زنان و استاد این رشته در دانشکدهٔ پزشکی فاینبرگ در دانشگاه نورث‌وسترن) است که اولین بار به ترتیب در سال‌های ۱۹۳۴ و ۱۹۳۰ این عارضه را گزارش و توصیف کردند.

## علائم و نشانه‌ها
علائم و نشانه‌های اصلی این بیماری شامل شروع حاد درد شکمی در ربع فوقانی راست (RUQ) است که با تنفس، سرفه یا خنده تشدید می‌شود و ممکن است به شانه راست بزند. هنگام معاینه، معمولاً در لمسِ شکم در سمت راست و بالای آن درد وجود دارد و اگر پزشک دنده‌های تحتانی محافظت‌کننده از کبد را دَق کند (بر روی آن با انگشت ضربه بزند) بیمار دچار درد آن ناحیه می‌شود. با کمال تعجب اغلب درد لگنی، ترشحات واژن یا حتی حساسیت حرکتی دهانه رحم وجود ندارد یا فقط اندکی وجود دارد که ممکن است منجر به اشتباه در تشخیص شود. این ممکن است به دلیل عبور باکتری‌های عفونی از ساختارهای لگنی در مسیرشان به سمت کپسول کبد باشد.

## پاتوفیزیولوژی
سندرم فیتز-هیو-کورتیس تقریباً منحصراً در زنان رخ می‌دهد. معمولاً علت آن کلامیدیا تراکوماتیس (کلامیدیا) یا نایسریا گونوره‌آ (سوزاک) است، اگرچه باکتری‌های دیگری مانند باکتریوئیدها، گاردنرلا، اشریشیا کُلی و استرپتوکوک نیز در برخی موارد باعث ایجاد این سندرم می‌شوند. این پاتوژن‌های باکتریایی باعث نازک شدن مخاط دهانه رحم می‌شوند و آنها را قادر به عبور از رحم و لوله‌های فالوپ می‌کنند که موجب عفونت و التهاب می‌شوند. گاهی نیز این التهاب می‌تواند باعث ایجاد بافت اِسکار بر روی کپسول گلیسون (کپسول پوشاننده کبد) شود، لایه نازکی از بافت همبند اطراف کبد را فرا گرفته‌است.

## تشخیص
سونوگرافی شکم معمولاً طبیعی است و چیزی نشان نمی‌دهد. آزمایش‌های عملکرد کبد هم معمولاً نرمال یا بدون تغییر خواهند بود چرا که عفونت باقت خودِ کبد (پارانشیم کبد) را درگیر نمی‌کند. اگر سنجش دی-دایمر انجام شود - که اغلب هم در صورت وجود درد پلورتیک بالاتنه انجام می‌شود -این ماده معمولاً به‌طور قابل توجهی افزایش می‌یابد، اما سایر آزمایش‌های برای آمبولی ریه طبیعی خواهد بود. سی‌تی‌اسکن شکم با ماده حاجب ممکن است افزایش جزئی تراکم تصویری کپسول کبد را نشان دهد، اما اگر به گوشزد نشود که به دنبال آن بگردند، ممکن است آن را نادیده بگیرند و متوجه‌اش نشوند. برای تشخیص باید آزمایش سوزاک و کلامیدیا انجام شود. برای تشخیص این میکروب‌ها باید یک سواب اِندوسرویکال یا نمونه‌گیری از بخش تحتانی واژن گرفته شود. آزمایش آنتی‌بادی به ندرت مورد نیاز است، اما در صورتی که سایر آزمایش‌ها چیزی را نشان ندهند و هنوز شک زیادی دربارهٔ وجود این عارضه وجود داشته باشد، ممکن است انجامش ضرورت یابد. لاپاروسکوپی نیز به ندرت مورد نیاز است، اما ممکن است زمانی انجام شود که تشخیص نامشخص باشد و ممکن است چسبندگی‌های صفاق جداری به کبد را که شبیه به «سیم گیتار» هستند، نشان دهد.

## درمان
درمان شامل تجویز یک دوره آنتی‌بیوتیک برای پوشش میکروب‌های مربوط است که به‌طور معمول سفتریاکسون به همراه آزیترومایسین تجویز می‌شود. عفونت زمینه‌ای ممکن است با استفاده از رژیم‌های مختلف متشکل از تتراسایکلین، داکسی‌سایکلین، اِفلوکساسین، مترونیدازول و سایر آنتی‌بیوتیک‌ها درمان شود. برای تسکین درد ممکن است از مسکن‌هایی مانند استامینوفن و کدئین استفاده شود. برای درد مقاوم به درمان، ممکن است انجام لاپاراسکوپی برای حل کردن چسبندگی‌ها لازم شود.